# Will Poulter
William Jack Poulter (Hammersmith, Londen, 28 januari 1993) is een Brits acteur.

## Biografie
Poulter is de zoon van een voormalig verpleegster en hoogleraar cardiologie. Zijn eerste rol kreeg hij in 2007 in de speelfilm Son of Rambow. Op 16 februari 2014 ontving hij de BAFTA voor rijzende ster voor zijn rol in We're the Millers. Poulter heeft Developmental coordination disorder.

## Filmografie

### Film
| Jaar | Titel                                                    | Rol             |
| ---- | -------------------------------------------------------- | --------------- |
| 2007 | Son of Rambow                                            | Lee Carter      |
| 2010 | The Chronicles of Narnia: The Voyage of the Dawn Treader | Eustace Scrubb  |
| 2012 | Wild Bill                                                | Dean            |
| 2013 | We're the Millers                                        | Kenny Rossmore  |
| 2014 | Plastic                                                  | Fordy           |
| 2014 | The Maze Runner                                          | Gally           |
| 2014 | Glassland                                                | Shane           |
| 2015 | The Revenant                                             | Jim Bridger     |
| 2016 | Kids in Love                                             | Jack            |
| 2017 | War Machine                                              | Ricky Ortega    |
| 2017 | Detroit                                                  | Krauss          |
| 2018 | Maze Runner: The Death Cure                              | Gally           |
| 2018 | The Little Stranger                                      | Roderick Ayres  |
| 2018 | Black Mirror: Bandersnatch                               | Colin Ritman    |
| 2019 | Bainne                                                   | Ierse boer      |
| 2019 | Midsommar                                                | Mark            |
| 2021 | The Score                                                | Troy            |
| 2023 | Guardians of the Galaxy Vol. 3                           | Adam Warlock    |
| 2024 | On Swift Horses                                          | Lee Walker      |
| 2025 | Death of a Unicorn                                       | Shepard Leopold |
| 2025 | Warfare                                                  | Erik            |

### Televisie
| Jaar      | Titel                      | Rol                      |
| --------- | -------------------------- | ------------------------ |
| 2007      | Comedy: Shuffle            | presentator              |
| 2008      | Comedy Lab                 | verschillende personages |
| 2008      | Lead Balloon               | werpjongen               |
| 2009-2010 | School of Comedy           | verschillende personages |
| 2010      | The Fades                  | Mac                      |
| 2021      | The Underground Railroad   | Sam                      |
| 2021      | Dopesick                   | Billy Culter             |
| 2022      | Why Didn't They Ask Evans? | Bobby Jones              |
| 2023-2024 | The Bear                   | Luca                     |
| 2025      | Black Mirror               | Colin Ritman             |